# Serjania lamprophylla
Serjania lamprophylla är en kinesträdsväxtart som beskrevs av Ludwig Radlkofer. Serjania lamprophylla ingår i släktet Serjania och familjen kinesträdsväxter. Inga underarter finns listade i Catalogue of Life.